# Fabric (Timișoara)

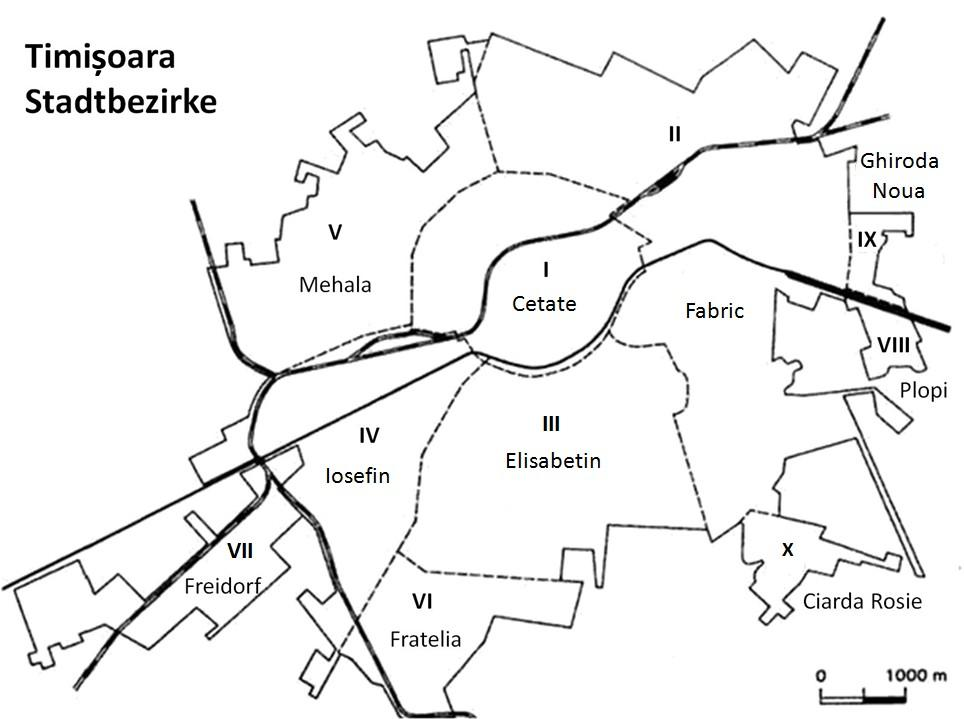
Stadtbezirke von Timișoara

Fabric (deutsch Fabrik, ungarisch Gyárváros) ist der II. Bezirk der westrumänischen Stadt Timișoara. Er erstreckt sich über eine Fläche von 1017 Hektar und ist damit der mit Abstand größte der insgesamt zehn Bezirke. Mittelpunkt des Stadtbezirks ist die Piața Traian.

## Geschichte

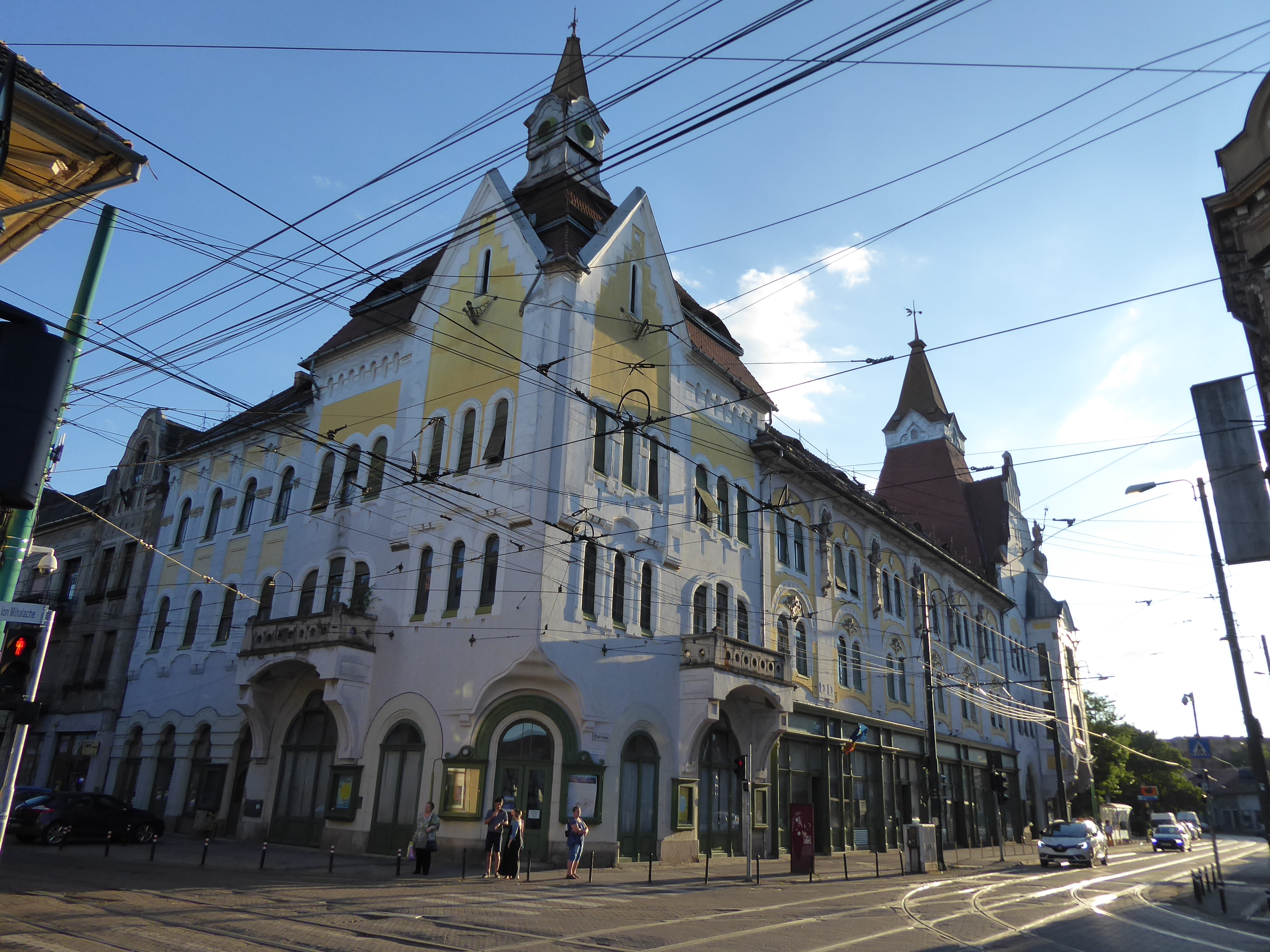
Palatul Ștefania

Die Piața Traian mit der serbisch-orthodoxen Kirche des Heiligen Georg und dem Haus der Serben um 1900

Fabric wurde 1718 als eigenständige Ortschaft gegründet und schließlich 1782 nach Timișoara eingemeindet. Der Ort entstand nach dem Venezianisch-Österreichischen Türkenkrieg und der Eroberung des Banats durch das habsburgische Österreich durch den Wiederaufbau der vor der Festung Temeswar gelegenen Palanca Mare, deutsch Große Palanka.
Die Bega hatte zu dieser Zeit viele kleine Verzweigungen, die das Gebiet mit schiffbaren Kanälen durchzogen. Dieser Umstand erleichterte den Transport von Waren und ermöglichte so die Entstehung vielfältiger Branchen. Es siedelten sich hier viele Zünfte und Handwerker wie Schuhmacher, Wagner, Sattler, Kürschner, Küfer, Fischer, Bäcker, Metzger und Schneider an, sowie 1718 die noch existierende Bierfabrik, heute Timișoreana.
1769 eröffnete Matthias Joseph Heimerl mit kaiserlichem Privilegium im „alten Seiden-Haus“ die erste Buchdruckerei des Banats. 1880 gab es acht Mühlen mit einer Kapazität von über 2500 Tonnen Weizen im Jahr. 1876 entstand der Fabriker Bahnhof, der heutige Gara Timișoara Est (deutsch Ostbahnhof). Während der Amtszeit des Bürgermeisters Karl Telbisz (1885 bis 1914) wurden die Festungsmauern abgetragen und die Vorstädte zunehmend integriert. Die Bevölkerung des Ortes bestand ursprünglich vorwiegend aus Rumänen und Serben (meist Gerber), aber auch Ungarn, Juden, Böhmen sowie deutsche Roma siedelten sich an. 1851 stellten Juden 8,9 % der Bewohner von Fabric. Das Jahr 1867 brachte ihnen die politische und soziale Emanzipation.

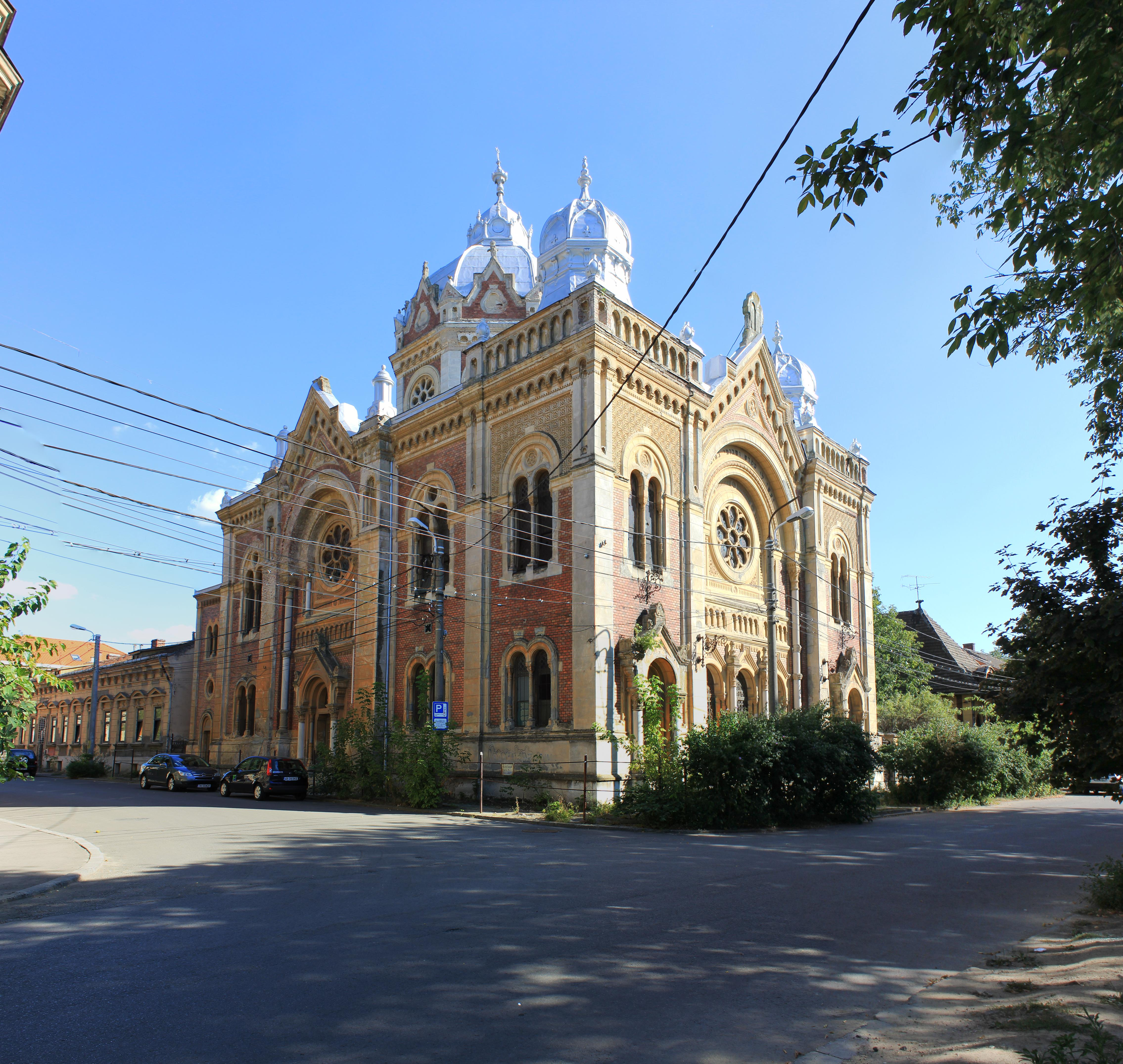
Sinagogă Nouă din Fabric

Es gab die Ölfabrik und Seifensiederei Azur und ab 1862 die Spirituosenfabrik der Gebrüder Blau. Weitere große Arbeitgeber war der Spirituosenhersteller Schlichting I & F und die Lederfabriken Arnold Deutsch und Hermann Adler, die Schuhfabrik Turul (später Banatim), welche der österreichische Zuwanderer Alfred Fränkel 1901 gründete, oder die bis heute produzierende Bierfabrik Timișoara. Seit 1884 lieferte die Centrala Electrică gleich hinter der Millenniumskirche den elektrischen Strom, der die Stadt in die Lage versetzte, die erste Stadt Europas mit elektrischer Straßenbeleuchtung zu werden.
1912 erhielt Fabric einen eigenen Wasserturm nach dem Entwurf von László Székely. Die Ungarische Wollfaserfabrik ILSA verarbeitete Wolle. 1921 gründeten Géza Pollák und David Hunsch die Strickwarenfabrik Florida am Ufer der kanalisierten Bega. Ebenfalls 1921 ging an der Pestalozzi-Straße 22 das Elektrotechnikunternehmen Leda (später Dura) in Betrieb. 1928 entstand die italienisch-rumänische Firma Industria Textilă Uniunea Româno-Italiană (Romitex). 1937 kam der Schuhhersteller Guban hinzu, außerdem befand sich weiter südlich in Elisabetin das Schlachthaus von Timișoara.
In Fabric entstanden in Blockrandbauweise mehrere Privathäuser reicher Bauherren, nach denen heute meist auch die Immobilie benannt ist. Diese waren meist Unternehmer, insbesondere sind mit Bauendjahr zu nennen: 1890: Benjamin Habekost, Pelzhändler; 1892: Eduard (Ede) Prohaska, Mühlenbesitzer; 1902: Lajos Czermák, Sparkassenleiter; 1889/1896: Stefan (István) Elstner, Industrieller; 1894: Iosif Bonțilă (József Bontilla), Postdirektor; 1889: Samuel Waldmann, Getreidehändler; 1898: Georg (György) Ladstätter, Stroh- und Filzhutfabrikant; 1905: Solomon (Salamon) Spitzer, Brennholzhändler; 1891: Alexander Meissner (Sándor Meiszner), Bäcker; 1893: Maria Habekost, Aktionärin eines Pelzhandels; 1891: Nicolae Coşairu (Miklós Cossáriu), Anwalt und Publizist; 1889: József Bócz, Schuldirektor; 1892: Béla Fülöp, Anwalt; 1891: Dr. Karl (Károly) Mühlbach, Staatsanwalt im Ruhestand; 1892: Josef (József) Kunz, Ziegelfabrikant; 1893: Ferencz Prushinovszky, Pelz- und Lederhändler; 1891: Sigismund (Zsigmond) Beran, Agrarkaufmann; 1889: Adolf Grünberger, Besitzer eines Ateliers für Herrenbekleidung. Der historische Kern von Fabric wurde als städtebauliches Ensemble vollständig unter Denkmalschutz gestellt.

## Namensgeschichte

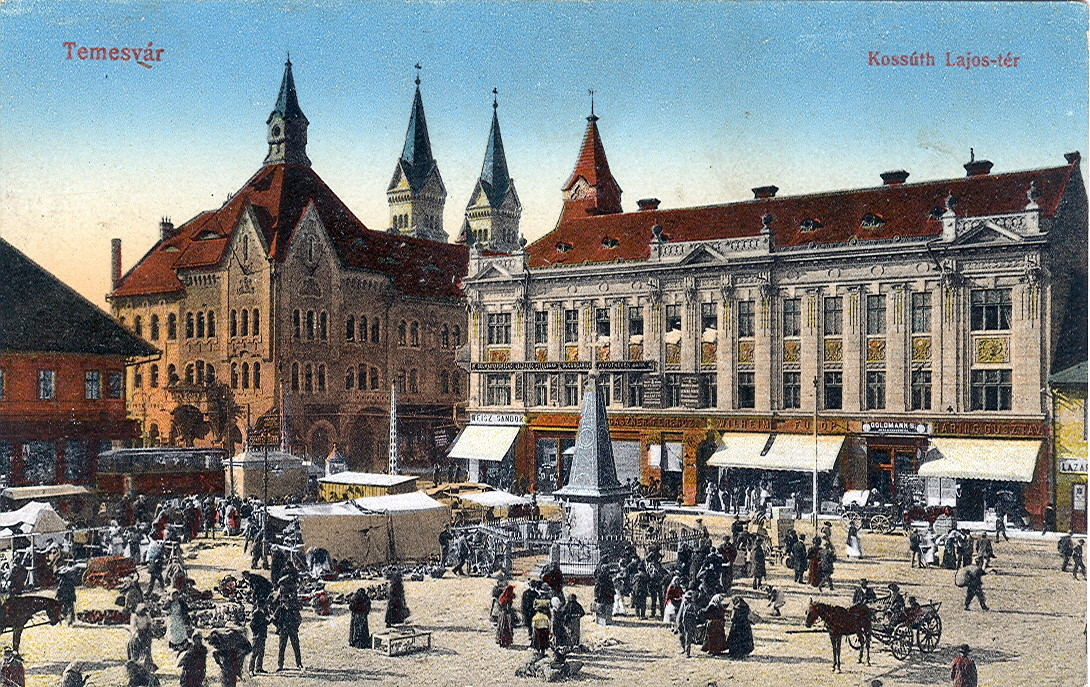
Die Piața Traian um 1914, rechts bis in die Bildmitte der Palatul Mirbach

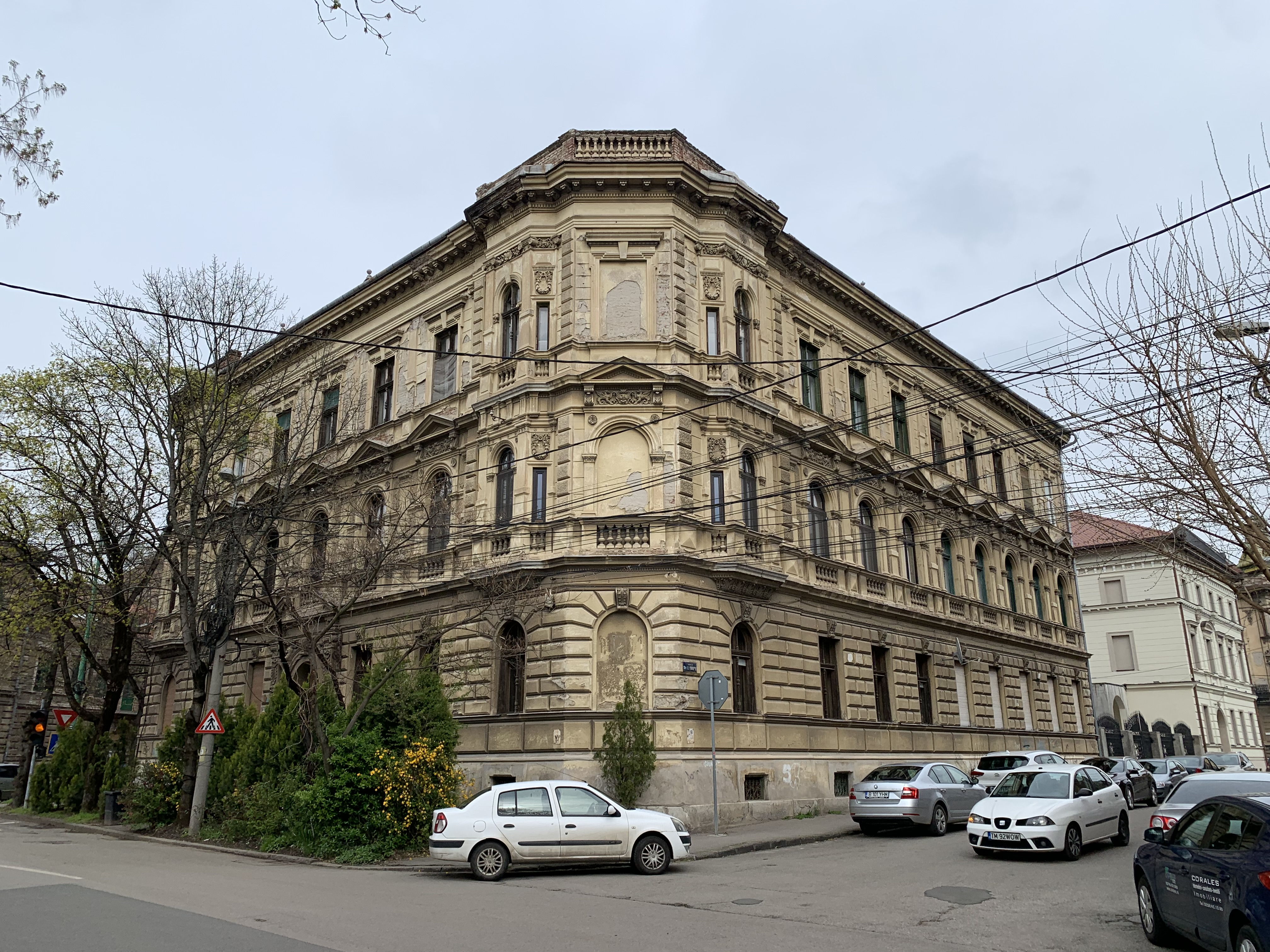
Palatul Josef Kunz

1744, 26 Jahre nach ihrer Gründung, erhielt die Siedlung den Namen Fabrique. Der Name leitet sich von den Fabriken ab, die hier schon in frühen Jahren entstanden. So existierten 1734 neben der oben erwähnten Bierfabrik eine Seidenfabrik und eine Tuchfabrik. Eine alternative Bezeichnung war Raizische Fabrique, in Anlehnung an die orthodoxe Konfession des Großteils der damaligen Bewohner. Ab etwa Mitte des 19. Jahrhunderts wurde die Schreibweise schließlich zu Fabrik vereinfacht. Mit der zunehmenden Ausrichtung zur Inneren Stadt bürgerte sich außerdem die Bezeichnung Vorstadt Fabrik ein, die beispielsweise schon auf dem Stadtplan von 1849 verwendet wird. Aus ihr entstand gegen Ende des 19. Jahrhunderts – im Zuge der fortschreitenden Magyarisierung nach dem Österreichisch-Ungarischen Ausgleich von 1867 – der ungarische Name Gyárkülváros, wörtlich übersetzt Fabrikvorstadt. Um die Jahrhundertwende herum vereinfachte man diese Benennung schließlich zu Gyárváros, die deutsche Entsprechung hierfür lautet Fabrikstadt. Letztere wird gelegentlich auch von den deutschen Einwohnern bis heute verwendet, konnte sich jedoch gegenüber der eigentlichen Bezeichnung Fabrik nie durchsetzen. Nach der im Friedensvertrag von Trianon festgelegten Abtretung der Stadt an Rumänien hieß der Stadtteil schließlich in der Zwischenkriegszeit rumänisch Fabrică, erst nach dem Zweiten Weltkrieg bekam er seinen heutigen Namen Fabric.

## Gebäude und Denkmäler

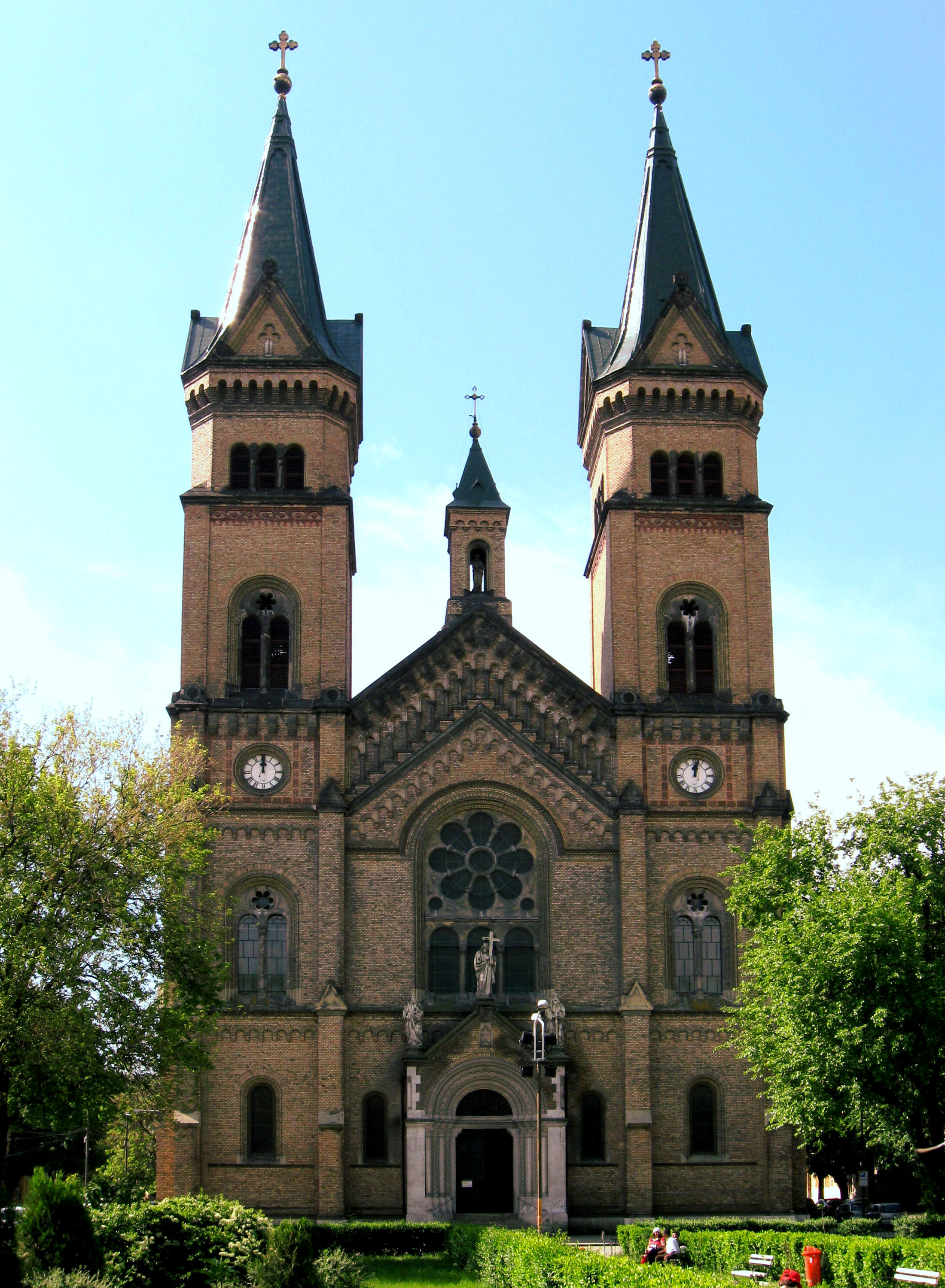
Milleniumskirche

- Synagoge in der Fabrikstadt (Sinagoga Nouă din Fabric), eine 1899 von Lipót Baumhorn im maurischen Stil erbaute Synagoge
- Millenniumskirche (Biserica Millennium), die von Ludwig von Ybl entworfene römisch-katholische Kirche am Piața Romanilor, in südwestlicher Nachbarschaft zum Piața Traian
- Biserica Sfântul Mare Mucenic Gheorghe, die serbisch-orthodoxe Kirche des Heiligen Georg
- Kirche des Heiligen Elias, die von Victor Vlad entworfene rumänisch-orthodoxe Biserica ortodoxă Sfântul Ilie
- Podul Decebal, die von Győző Mihailich konzipierte und von Albert Kálmán Körössy umgesetzte Decebalbrücke
- Baia Publică Neptun, das von László Székely konzipierte Neptunbad
- Farmacia din Fabric, eine Apotheke und Wohnhaus der Familie Kovács
- Casa cu Mercur, Haus Merkur, im frühen 20. Jahrhundert im Jugendstil errichtet, mit einer Bronzestatue des römischen Gottes Merkur am Giebel des gemusterten Dachs
- Uzina Hidroelectrică, das von László Székely konzipierte Wasserkraftwerk
- Obelisk, eine pyramidenförmige Skulptur aus rosa Marmor mit einem Kreuz an der Spitze, 1753
- Die Glocke der Freiheit (Clopotul libertății), Denkmal zu Ehren der Helden der Rumänischen Revolution 1989
- Fabrica de bere, die Brauerei Timișoreana